# Vuelven los García
Vuelven los García es una película mexicana de comedia, drama y romance de 1947, producida, escrita y dirigida por Ismael Rodríguez Ruelas y protagonizada por Pedro Infante, Sara García y Marga López. Es la secuela de la película del mismo año, Los tres García. 
La historia muestra la marcada rivalidad que continúa existiendo entre las familias García y López.

## Trama
Poco después de lo acontecido en la película anterior, Tranquilino es premiado con tres mil pesos de gratificación, por haber matado a los López, pero también es enviado a la cárcel por lo mismo, haberlos asesinado.
En la fiesta de compromiso de José Luis y Lupe, Luis Antonio confiesa que sigue enamorado de Lupe y qué tal vez nunca dejará de amarla, Al escuchar esto José Luis y Luis Antonio se enfrentan y se desean la Muerte; A esto la abuela los separa diciendo que son primos y dejen sus rivalidades por La Paz. 
Arriba, León López y su hermana Juan Simón (llamada así porque su padre quería otro hijo varón, así que la nombró y crio como si fuera un hombre) juran ante la tumba de los suyos acabar hasta con el último García de la tierra, e igualmente de Tranquilino. León aparece en la boda de José Luis y Lupe, hiriendo al novio, al cura y a la abuela; esta última muere poco después, y José Luis jura que no se casará hasta ver muerto al asesino de su abuela. León le confiesa a su hermana que siente algo de culpa por haber matado a doña Luisa ya que nunca la consideró dentro de su plan de venganza.
Tras la muerte de su abuela, Luis Antonio cae en el vicio, y Lupe es la encargada, en el lugar de la abuela, de cuidar a este borracho incurable.
Tranquilino sale de la cárcel y se va a Guanajuato, seguido de León López, que termina por matarlo.
Sola en su casa, Juan Simón dispara a Luis Manuel, que rondaba por allí. Lejos su hermano e ignorante de que es un García (y Luis Manuel al mismo tiempo ignora que Juan Simón es una López), ella lo cuida hasta que él recupera la salud y entre ellos nace el amor.
El presidente municipal previene a José Luis de la vuelta de León López, y le pide que mantenga a sus primos en casa. Luis Antonio está ebrio, y Luis Manuel, luego de algunos días, sale huyendo del lado de Juan Simón, tras enterarse de su apellido.
León recibe la confesión de su hermana e intenta matarla, pero entonces llega el sacerdote, que detiene a León, quien ordena al cura llevarse a Juan Simón a la casa de los García ya que considera que ahora que Juan Simón estuvo con Luis Manuel "ahora es una García". El señor cura se lleva a Juan Simón a la casa de los García, donde es recibida por Lupita, y aunque Juan Simón al principio no quiere quedarse (reacciona mal al ver el retrato de doña Luisa) al final acepta quedarse. Luis Antonio escapa y va tras de León López; ambos se sientan a hablar a punta de pistola. León primero se disculpa con Luis Antonio por la muerte de doña Luisa, ya que genuinamente nunca quiso lastimarla, Luís Antonio acepta la disculpa, y empieza a discutir la situación de ambos: Él ya no tiene voluntad de vivir sin su abuela, y León no parará hasta haber matado a los García, incluyendo a su propia hermana, pero según Luis Antonio, si se matan entre ellos Juan Simón podrá casarse con Luis Manuel, José Luis nunca será un asesino, León morirá matando a un García y Luis Antonio morirá matando al asesino de su abuela, por lo que todos salen ganando; León reflexiona unos momentos y llega a la conclusión que el plan de Luis Antonio es la mejor opción para todos. Ambos hacen un último brindis y declaran que desde ese momento ambos son amigos y se disparan mutuamente hasta la muerte. Cuando Luis Manuel y José Luis llegan, Luis Antonio, apenas vivo, les dice que él y León ya son amigos y finalmente muere.
La película termina cuando se casan José Luis con Lupe y Luis Manuel con Juan Simón en una boda doble; Luis Antonio y doña Luisa en forma de fantasmas observan la boda, pero cuando están saliendo de la iglesia (presuntamente para ir al Cielo) Luis Antonio se distrae con una mujer hermosa y su abuela lo empieza a regañar por grosero y libidinoso; ambos desaparecen al mismo tiempo que se sigue oyendo la voz de doña Luisa mientras regaña a Luis Antonio.

## Reparto
| Personaje                         | Actor                       |
| Luis Antonio García               | Pedro Infante               |
| José Luis García                  | Abel Salazar                |
| Luis Manuel García                | Víctor Manuel Mendoza       |
| Luisa García viuda de García      | Sara García                 |
| Lupita Smith                      | Marga López                 |
| Juan Simón López                  | Blanca Estela Pavón         |
| Señor cura                        | Carlos Orellana             |
| Mr. John Smith                    | Clifford Carr               |
| Tranquilino                       | Fernando Soto «Mantequilla» |
| Don Cosme, presidente municipal   | Antonio R. Frausto          |
| Juez calificador                  | Manuel Arvide               |
| León López                        | Rogelio A. González         |
| Hombre en funeral (no acreditado) | Stephen Berne               |